# Appam

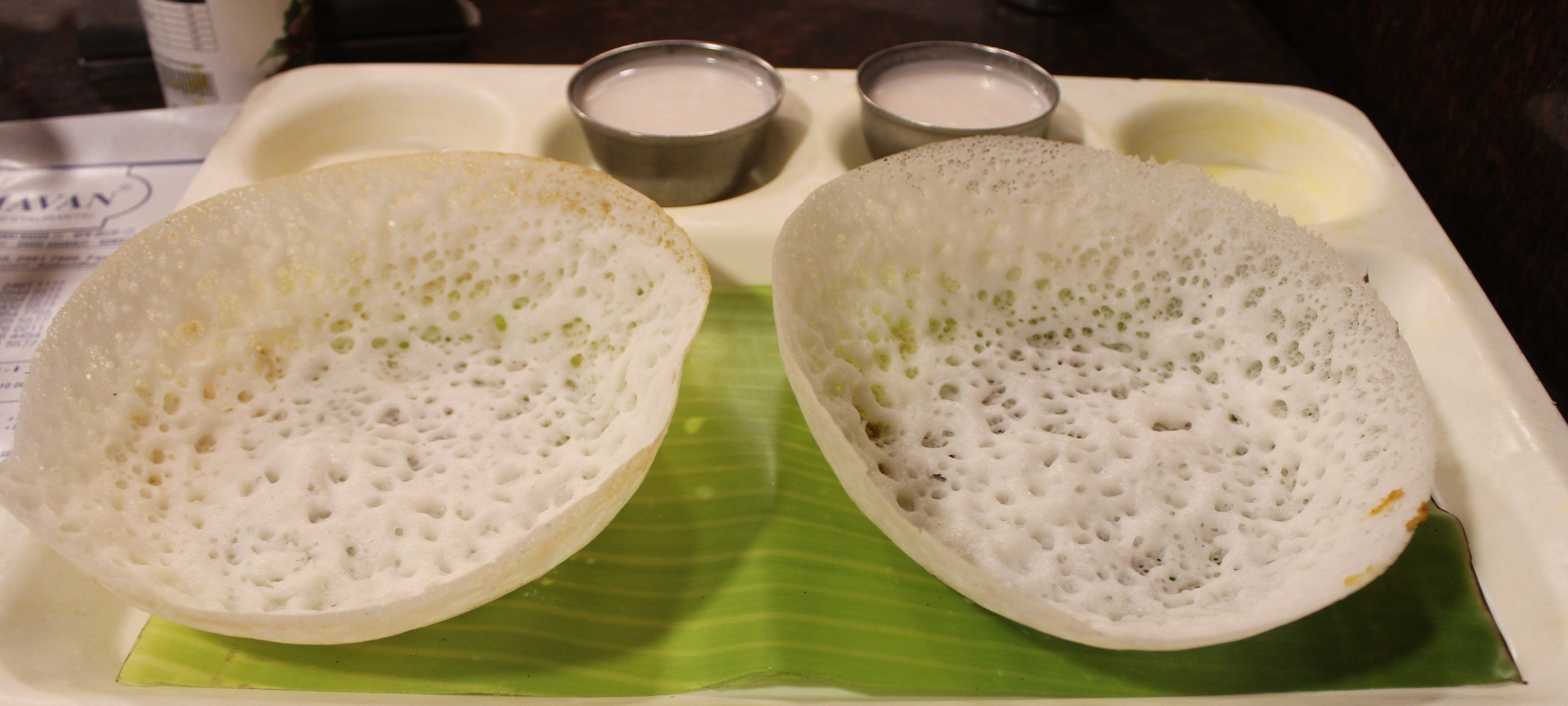
Appam servi avec du lait de coco au Tamil Nadu.

Les appam (prononcer : apːam), aussi appelés hoppers en anglais, sont des sortes de crêpes à trous que l'on trouve dans la cuisine de l'Inde du Sud et de Ceylan (Sri Lanka). 
Il s'agit de la variante sud-indienne de la crêpe mille trous ou crêpe nid d'abeille.

## Dénominations
On l'appelle appam au Kerala, aappam au Tamil Nadu, paddu ou gulle eriyappa en kannada, et enfin appadam en télougou. Au Sri Lanka, l'appam est connu sous les noms d'appa (en cinghalais) ou appam (en tamoul), le nom anglais de hoppers y connaît un usage beaucoup plus populaire qu'il ne l'est en Inde.

## Utilisation
On en mange principalement lors du petit déjeuner, ou lors du repas principal. 
Les appum ou aapum — la prononciation varie selon les régions — peuvent être considérés comme une sorte de pain fait à partir d'une pâte de riz, cuite sur une pierre plate brûlante, qui est appelée kalappam dans certaines parties du pays, car kal signifie « pierre ». Un autre genre d’appam est le kallappam, qui vient de kallu, un toddy, préparé à partir de la sève des fleurs d'un palmier, utilisé pour la fermentation ; la préparation se fait dans un appa kal, un moule, dont le kallappam sort sous une forme similaire à une crêpe.
Dans certains pays d'Asie du Sud-Est, tels que l'Indonésie (particulièrement à Java) ou la Birmanie, des variantes du appam sont connues respectivement sous les noms de kue apem et de apon.

## Ailleurs dans le monde
L'appam semble être apparenté au lahoh du Yémen et du Moyent-Orient, au baghrir ou ghrayef du Maghreb et à l'injera ou canjeero de la Corne de l'Afrique. 